# Jean-Pierre Girard (écrivain)
Pour les articles homonymes, voir Jean Pierre Girard et Girard.
Jean Pierre Girard, né en 1961 à Sainte-Perpétue, est un romancier et un nouvelliste québécois (canadien). Plusieurs de ses textes sont publiés dans des revues américaines et européennes. Ils sont traduits en anglais, espagnol et malgache. Certains sont adaptés pour le cinéma.

Jean Pierre Girard a créé le Collectif d'écrivains de Lanaudière (C.E.L.), dont il est le président depuis sa fondation en 2002, et qui a pour mission de promouvoir l’écriture, la lecture et l’alphabétisation et de favoriser les contacts originaux entre les écrivains et les lecteurs. Le C.E.L. coordonne entre autres l'événement «Les Donneurs», qui propose des foyers d'écriture publics auxquels ont participé de nombreux écrivains québécois professionnels (parmi lesquels José Acquelin, Jean-Paul Daoust, Jean-Marc Desgent, Louis Hamelin, Stanley Péan, Bruno Roy), en plus de tapisser de 400 citations de la littérature mondiale les lieux publics de Joliette, petite ville située à 70 kilomètres au nord de Montréal.
Le C.E.L. est aussi responsable du volet québécois de la sélection du Prix des cinq continents de la francophonie.

### Roman
- Les Inventés, Montréal, Québec Amérique, 1999

### Essai
- Le tremblé du sens: apostille aux Inventés, Montréal, VLB éditeur, 2003 (réédition 2005)

### Nouvelles
- J'espère que tout sera bleu, Montréal, Québec Amérique, 2003
- Haïr?, Québec, L'Instant même, 1997
- Léchées, Timbrées, Québec, L'Instant même, 1993 (édition poche 2009)
- Espaces à occuper, Québec, L'Instant même, 1992 (réédition 1993, édition poche 1999)
- Silences, Québec, L'Instant même, 1992 (réédition 1994)

### Poésie
- Notre disparition, Trois-Rivières, Écrits des Forges, 2011

### Récit
- L'Est en West, Québec Amérique, 2002 (réédition 2011)

## Prix
- 1987 – Premier prix des œuvres dramatiques radiophoniques de Radio-Canada, Larme de son
- 1990 – Prix littéraire Adrienne-Choquette, Silences
- 1997 –  Médaille de bronze aux Jeux de la Francophonie, à Madagascar, en 1997, pour la nouvelle Le donateur[6]
- 1997 – Grand Prix Desjardins de la Culture de Lanaudière
- 2001 – Grand Prix à la création artistique en région du Conseil des Arts et des Lettres du Québec[7].